# جسيم غزوي
الجُسيم الغزوي أو الجسيم المجتاح (Invasome) هو نوع جديد من الحويصلات النانوية الاصطناعية التي تنقل المواد عبر الجلد، وهو الحاجز البيولوجي الأكثر سطحية. الحويصلات عبارة عن جزيئات صغيرة محاطة بطبقة دهنية يمكنها حمل المواد داخل وخارج الخلية. يمكن هندسة الحويصلات الاصطناعية لتوصيل الأدوية داخل الخلية، مع تطبيقات محددة في توصيل الأدوية عبر الجلد. ومع ذلك، يثبت الجلد أنه عائق أمام الاختراق الفعال وتقديم العلاجات الدوائية. وبالتالي، فإن الجسيمات الغزوية هي جيل جديد من الحويصلات مع مكونات هيكلية إضافية للمساعدة في اختراق الجلد. 
إن الجسيمات الغزوية عبارة عن أنظمة حويصلية شحمية جديدة تظهر اختراقًا محسنًا عبر الجلد مقارنةً بالجسيمات الشحمية التقليدية وتحتوي هذه الحويصلات على الليبيد الفوسفاتي، والإيثانول، والتربين في بنيتها؛ تمنح هذه المكونات خصائص اختراق مناسبة عبر الجلد للحويصلات الناعمة. تكمن المزايا الرئيسية لهذه الحويصلات النانوية في قدرتها على زيادة نفاذية الدواء إلى الجلد وتقليل امتصاصه في الدورة الدموية الجهازية، وبالتالي الحد من نشاط الأدوية المختلفة لتكون داخل طبقة الجلد.

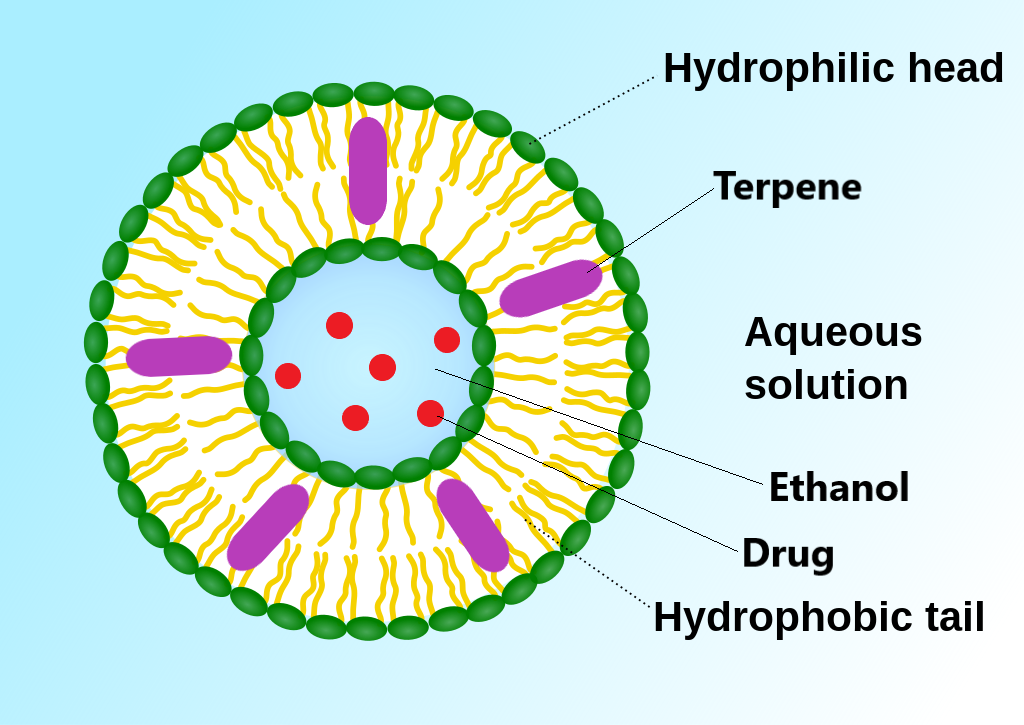
الجسيم الغزوي أو الجسيم المجتاح